# Мюнстер, Эрнст Фридрих Герберт

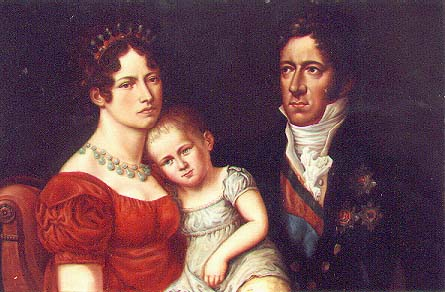
Эрнст Фридрих Герберт Мюнстер

Эрнст Фридрих Герберт Мюнстер (нем. Ernst Friedrich Herbert zu Münster, 1 марта 1766, Оснабрюк, Нижняя Саксония — 20 мая 1839, Ганновер) — ганноверский политический деятель, граф (с 1792 года). Отец дипломата и политического деятеля Георга Мюнстера.

## Биография
Родился в семье графа Георга фон Мюнстер цу Суренбург (1721—1773), гофмаршала принца-епископства Оснабрюка и Элеоноры фон Гротхаус. Его племянником был Георг-Виктор-Фридрих-Дитрих Шеле-фон-Шеленбург, немецкий политический и государственный деятель. 
C 1804 года — министр. На Венском конгрессе добился  увеличения территории Ганновера и присвоения ему статуса королевства. В 1815 году, после смерти герцога Брауншвейгского Фридриха-Вильгельма и вступления на престол его малолетнего сына, король ганноверский выполнял обязанности его опекуна; делами правления руководил Мюнстер. При нём Брауншвейг получил новую конституцию (1820), сохранявшую старинное сословное представительство и потому мало соответствовавшую народным желаниям. Когда герцог Карл, приняв (1823) в свои руки управление делами, выступил публично с обвинениями против опеки Мюнстера, тот, защищая себя и короля Георга, опубликовал книгу: «Widerlegung der ehrenrührigen Beschuldigungen» (Ганновер, 1827). Между в самом Ганновере  управление  Мюнстера, с течением времени делавшееся всё более реакционным, вызывало значительное недовольство: в 1831 году новый король Вильгельм IV отправил его в отставку.
10 сентября 1821 года был награждён орденом Св. Андрея Первозванного.